# Günter Brakelmann
Gunter Brakelmann (né le 3 septembre 1931 à Bochum) est un théologien et sociologue protestant allemand. De 1972 à 1996, il est professeur de théorie sociale chrétienne à la Faculté de théologie protestante de l'Université de la Ruhr à Bochum.

## Biographie
Brakelmann étudie la théologie protestante, les sciences sociales et l'histoire à l'Université Eberhard Karl de Tübingen et à l'Université de Münster. Après avoir obtenu son doctorat en 1959, Brakelmann devient d'abord aumônier d'une école professionnelle et étudiant à Siegen. De 1962 à 1968, il est chargé de cours à l'Académie sociale protestante de Friedewald. En 1967, il devient chercheur associé à l'Institut de théorie sociale chrétienne de l'Université de Münster avant d'être nommé directeur de l'Académie protestante de Berlin en 1970. En 1972, il accepte une chaire d'études sociales chrétiennes à l'Université de la Ruhr à Bochum. En 1985, il joue un rôle clé dans la fondation de l'Association pour la recherche sur l'histoire de l'Église et des religions dans la région de la Ruhr (de).
Brakelmann, qui siège à divers comités de l'Église d'État de Westphalie, de l'Église protestante d'Allemagne et du SPD, est également membre de divers comités de la radiodiffusion ouest-allemande et du conseil consultatif des programmes d'Erstes Deutsche Fernsehen.
Ses recherches portent sur les relations entre l'Église et les questions sociales depuis le début du XIXe siècle, l'histoire de l'antisémitisme et l'histoire de la résistance contre le socialisme national.
En 2020, il reçoit la croix de bronze de l'Église protestante de Westphalie.

## Famille
Günter Brakelmann est marié à l'institutrice Ingrid Breast depuis 1958. Le mariage produit trois filles.

## Récompenses
- 1986 : Croix fédérale du Mérite de 1re classe par le ministre de l'éducation Hans Schwier
- 2000 : Prix Hans-Ehrenberg de la société du même nom et de l'Evangelische Kirchenkreis Bochum
- 2003 : Croix fédérale du mérite par le ministre-président Peer Steinbrück
- 2010 : Prix Heinrich-Brauns (de) du diocèse d'Essen pour les services rendus à l'enseignement social catholique et au mouvement social chrétien
- 2020 : Croix de bronze de l'Église protestante de Westphalie

## Publications (sélection)
- Bochumer Kirche im Luftkrieg 1939–1945. Eine Dokumentation (= Recklinghäuser Forum zur Geschichte von Kirchenkreises. Band 10). LIT-Verlag, Münster 2020.
- Das Christentum als „Grundlage für die sittliche und religiöse Erneuerung des Volkes“, dargestellt an den Kreisauer „Grundsätzen für die Neuordnung“ vom 9. August 1943. In: Daniel E.D. Müller, Christoph Studt (de) (Hrsg.): „…und dadurch steht er vor Freisler, als Christ und als gar nichts anderes …“. Christlicher Glaube als Fundament und Handlungsorientierung des Widerstandes gegen das „Dritte Reich“ (= Schriftenreihe der Forschungsgemeinschaft 20. Juli 1944 e. V. Band 25), Augsburg 2019  (ISBN 978-3-95786-234-1), S. 95–108.
- Die Geschichte des Kirchenkreises Bochum im 19. Jahrhundert (1818–1912). Ein Studien- und Lesebuch (= Recklinghäuser Forum zur Geschichte von Kirchenkreisen. Band 8). LIT-Verlag, Münster 2018.
- Wilhelm Schmidt. Bochumer Pfarrer in dramatischer Zeit. Eine biografische Dokumentation (= Evangelische Perspektiven. Schriftenreihe des Kirchenkreises Bochum. Heft 6), BoD, Norderstedt 2015  (ISBN 978-3-7386-4039-7).
- Peter Yorck von Wartenburg. 1904–1944. Eine Biographie. München 2012  (ISBN 978-3-406-63019-4).
- Zwischen Mitschuld und Widerstand. Fritz Thyssen und der Nationalsozialismus. Essen 2010  (ISBN 978-3-8375-0344-9).
- Helmuth James von Moltke. 1907–1945. Eine Biographie. München 2007  (ISBN 978-3-406-55495-7).
- Der Kreisauer Kreis. Chronologie, Kurzbiographien und Texte aus dem Widerstand (= Schriftenreihe der Forschungsgemeinschaft 20. Juli 1944 e.V. Band 3). Münster 2003  (ISBN 3-8258-7025-1).
- Antisemitismus. Von religiöser Judenfeindschaft zur Rassenideologie. Hrsg. mit Martin Rosowski, Vandenhoeck und Ruprecht, Göttingen 1989  (ISBN 3-525-33560-1).
- Die soziale Frage des 19. Jahrhunderts. 2 Bände. Luther-Verlag, Witten/Ruhr 1962  (DNB 119357925). 7. Auflage, Luther-Verlag, Bielefeld 1981  (ISBN 3-7858-0042-8).